# بابک فرهودی
بابک فرهودی زادهٔ ۹ سپتامبر ۱۹۸۵، شناگر بازنشسته اهل ایران است که در رقابت‌های سرعتِ آزادِ مردان خبره است. وی در رشتهٔ ۱۰۰ متر آزاد مردان برای بازی‌های المپیک تابستانی ۲۰۰۴ آتن با زمانِ ۵۳٫۷۶ از سوی فینا واجدِ شرایط شناخته شد. متولد و بزرگ شده شهر گچساران در استان کهگیلویه و بویر احمد است و در استخر شرکت نفت این شهر آموزش و تمرینات خود را پی گرفته. 